# Macrostomus ferrugineus
Macrostomus ferrugineus är en tvåvingeart som först beskrevs av Fabricius 1805.  Macrostomus ferrugineus ingår i släktet Macrostomus och familjen dansflugor. Inga underarter finns listade i Catalogue of Life.